# Mieczysław Maria Mirochna
Mieczysław Maria Mirochna OFMConv, właściwie: Antoni Michał Mirochna (ur. 21 listopada 1908 w Bochni, zm. 15 lutego 1989 w Japonii) – polski franciszkanin, misjonarz. Założyciel zgromadzenia Franciszkanek  Rycerstwa  Niepokalanej, gwardian klasztoru franciszkanów w Nagasaki, działacz oświatowy i społeczny w Japonii.

## Życiorys
Syn Wojciecha i Marii z domu Kawa, właścicieli piekarni i sklepu w Wojniczu. W 1926 wstąpił do Niższego Seminarium Duchownego OO. Franciszkanów we Lwowie, a rok później rozpoczął nowicjat w klasztorze w Łodzi. 15 września 1928 złożył pierwsze śluby zakonne, przyjmując imiona zakonne Mieczysław Maria, a potem kontynuował studia teologiczne w Wyższym Seminarium Duchownym we Lwowie. W 1930 wyjechał ze św. Maksymilianem Kolbe do Japonii, gdzie w Nagasaki podjął studia teologiczne, a 29 września 1935 w Tokio przyjął święcenia kapłańskie. W 1940 został gwardianem klasztoru franciszkanów w Nagasaki. Zgodnie z życzeniem o. Kolbe, 8 grudnia 1949 założył w Konagai (obecnie miasto Isahaya) Zgromadzenie Sióstr Franciszkanek  Rycerstwa  Niepokalanej (CFSMI) i do końca życia pełnił rolę duchowego opiekuna tego zakonu. W 1955 założył także Klasztor Franciszkanek w Konagai. Rozwinął w Japonii rozległą działalność charytatywno-społeczną, zakładając domy opieki, wydawnictwa i placówki oświatowe. Został pochowany na cmentarzu przy klasztorze w Konagai.
Był uhonorowany wysokimi odznaczeniami japońskimi, m.in. Orderem Świętego Skarbu. Pośmiertnie, w 2019, odznaczony Krzyżem Kawalerskim Orderu Odrodzenia Polski.